# Dantersbach
Dantersbach ist ein Ortsteil von Schwaibach, einem Stadtteil von Gengenbach im Ortenaukreis in Baden-Württemberg.

## Geographie
Dantersbach liegt in einem Seitental im vorderen Kinzigtal, rund zwei Kilometer südöstlich von Gengenbach, rechtsseitig der Kinzig im Mittleren Schwarzwald. Durch Dantersbach fließt der namensgebende 1,9 Kilometer lange Dantersbach. Dieser mündet am Fuße des Tales in die Kinzig. Dantersbach besteht nur aus wenigen einzelnen Höfen, die verstreut im Dantersbachtal liegen.

## Geschichte
Erstmals wurde Dantersbach 1314 als Danckherspach erwähnt, später dann als Tankerspach (1429) und Dandersbach (1656). Dantersbach wurde zur Versorgung der Mönche des Gengenbacher Klosters landwirtschaftlich erschlossen. 1846 wurde das alte Schwaibacher Schul- und Rathaus gebaut, welches beim Einmarsch der französischen Besatzungstruppen während des Zweiten Weltkriegs in Brand gesteckt wurde. Um Baumaterial für das neue Schul- und Rathaus zu beschaffen, tauschte die Bevölkerung Eier, Speck, Kirschwasser und andere damals kostbare landwirtschaftliche Erzeugnisse ein. 1951 wurde das neue Rat- und Schulhaus mit einem Volksfest eingeweiht. Mit der Eingemeindung von Schwaibach nach Gengenbach am 1. November 1971 wurde auch Dantersbach ein Teil von Gengenbach.
Einem Sturm im Dezember 2008 fielen in Dantersbach und Schwaibach über 1000 Festmeter Holz zum Opfer.

## Kultur und Sehenswürdigkeiten

### Sehenswürdigkeiten
- Müllers Mühle
- Bergler-Hütte der Berg- und Wanderfreunde Schwaibach[6]
- Rathaus, welches die Ortsverwaltung von Schwaibach beherbergt
- Feuerwehrhaus der Schwaibacher Feuerwehr

## Wirtschaft und Infrastruktur

### Bildung
In Dantersbach liegt der Schwaibacher Kindergarten.